# André Montpetit
Pour les articles homonymes, voir Arthur.
André Montpetit, surnommé Arthur, est un dessinateur, graveur, affichiste et auteur de bande dessinée québécois né le 20 mars 1943 à Montréal et mort le 30 octobre 2012  dans la même ville.
Il fut l'un des membres fondateurs du Chiendent, premier groupe de bédéistes québécois, à l'origine du renouveau de la bande dessinée québécoise en 1968. Il participa également aux activités de Fusion des arts, collectif d'artistes de disciplines multiples qui s'est employé, dans les années 1960 et 1970, à questionner le rapport entre l'art et la société.

## Biographie
André Montpetit est né le 20 mars 1943 dans le quartier Saint-Henri à Montréal. Il grandit à Ahuntsic, dans le nord de la métropole. Au début des années 1960, il côtoie les artistes Louis Forest, Marc-Antoine Nadeau, Mireille Morency, Michel Fortier, Serge Chapleau, étudiants à l'École des beaux-arts de Montréal. Il fréquente lui-même l'institution à titre d'étudiant libre mais l'abandonne rapidement pour mener une vie bohème. En 1965, il entre à l'Atelier libre de recherche graphique et rejoint un groupe de graveurs de renom tels Richard Lacroix (le fondateur de l'atelier), Tobie Steinhouse, Norman McLaren, Marcelle Ferron, Kittie Bruneau, Jacques Hurtubise et Pierre Hébert. Il y réalise une série d'affiches et sérigraphies provocantes aux propos parfois contestataires. Il est surnommé Arthur par une partie de cet entourage artistique en référence à la chanson Arthur, où t'as mis le corps ? de Boris Vian.
Montpetit intègre également le groupe Fusion des arts fondé par Richard Lacroix et Yves Robillard. Dans le cadre de l'Exposition universelle de Montréal de 1967, il co-réalise deux installations: Les Mécaniques, avec Richard Lacroix, et Le Sous-Marin jaune de la force de frappe québécoise, avec Marc-Antoine Nadeau.

En 1968, avec le poète Claude Haeffely et les dessinateurs Marc-Antoine Nadeau et Michel Fortier, il forme le groupe Chiendent, tout premier rassemblement de bédéistes au Québec. L'année suivante, il produit de nombreuses illustrations, bandes dessinées et couvertures pour diverses publications québécoises qui se font remarquer. 
« Ce qui m'intéresse, c'est le petit côté trouble-fête. Moi, je n'ai pas de théories précises. S'il faut mettre des bâtons dans les roues de la révolution, je vais en mettre. C'est comme ça! On veut changer la société? Mais quand la société va être changée, je vais être dans le même état qu'aujourd'hui, un état critique. Et ça, il le faut, c'est indispensable! » - André Montpetit
Au cours des années 1970, André Montpetit s'éloigne progressivement du monde artistique. Il œuvre brièvement au sein du programme d'animation de l'Office national du film du Canada avant d'abandonner aussitôt. Il complète néanmoins en 1977 la réalisation du projet Généricz, une série de dessins accompagnée d'une bande sonore pour le Ministère des Affaires culturelles du Québec. En 1989, il écrit L’Amourette aveugle, un recueil de textes et de lettres adressées à Claude Haeffely et resté inédit. Il se retire par la suite de la vie publique pour disparaître complètement pendant plus de 20 ans.
En 2012, au terme d'une longue recherche pour un projet documentaire, le cinéaste Saël Lacroix le retrouve à l'Hôpital Notre-Dame de Montréal. Après une série de rencontres qui serviront à la réalisation du film Sur les traces d'Arthur, André Montpetit décède le 30 octobre 2012 à l'âge de 69 ans.

## Œuvres

### Illustrations et affiches
De 1966 à 1969, André Montpetit réalise de nombreuses illustrations pour des publications québécoises: Culture vivante, Québec-Presse, Quartier latin, Perspectives, ARS et Challenge for change, le magazine de l'ONF. Il réalise également plusieurs affiches et sérigraphies à l'Atelier libre de recherches graphiques, en plus de participer à quelques exposition collectives.
Il produit le catalogue de la Semaine politique au cinéma Verdi (1968), ainsi que l'affiche du film de Gilles Groulx, Où êtes vous donc? (1969).
En 1977, il réalise le projet Généricz, une série de 80 illustrations sur diapositives accompagnées d'une bande sonore. Dans les années 1980, il dessine quelques tracts pour divers événements.

#### Expositions
- Présence des jeunes, avec Gilles Boisvert, Serge Lemoyne, Louis Forest, Marc-Antoine Nadeau et Michel Fortier au Musée d’art contemporain (1966)
- Portraits de famille, exposition collective à la Boutique Soleil (1966)
- Le Mois de la gravure de la Guilde Graphique (1966)
- Trumeaux XXe siècle, exposition collective à la Boutique Soleil (1967)

### Bandes dessinées
André Montpetit réalise de nombreuses bandes dessinées pour des magazines québécois, seul ou au sein du groupe du Chiendent. Il publie ses premières bandes dans Perspectives, Québec-Presse et Quartier latin. Pour Perspectives, il livre une série de courts récits de deux pages en couleurs. Sous le titre générique Les grands problèmes de l'humanité, il aborde, par un humour acide et absurde, divers phénomènes sociaux : la pollution, la dépendance à l'alcool ou au tabac, le terrorisme, etc. Ses bandes sont remarquées par les critiques et font de lui un précurseur du renouveau de la bande dessinée au Québec : «Maître de la perspective, des gros plans et d'un lettrage animé, Montpetit est sans doute à l'origine d'une vision moins scolaire de la bd. Associé à Claude Haeffely et aux autres membres du groupe Chiendent, il a comme eux, peu publié. Mais les œuvres qu'on lui reconnaît suffisent à faire de lui le chef de file d'une nouvelle façon d'aborder la bande dessinée.». Le spécialiste de la bande dessinée Jacques Samson renchérit : « Inventeur d’univers corrosifs, où politique et surréalisme font bon ménage, André Montpetit est apparu comme la figure de proue du groupe [Chiendent].»

#### Le Chiendent
En octobre 1968, les illustrateurs André Montpetit, Marc-Antoine Nadeau et Michel Fortier s'associent au poète Claude Haeffely pour former le groupe Chiendent. Les quatre collaborateurs élaborent divers projets pour les journaux, la radio et le théâtre de marionnettes, mais c'est dans le domaine de la bande dessinée que le collectif laisse sa marque.
Claude Haeffely écrit les scénarios de divers albums restés inédits : Le Baiser chinois et Les Crevettes sont toujours roses (dessins de Michel Fortier), ainsi que Le Cirque national du Québec (dessins de Marc-Antoine Nadeau). Monsieur H. conteste, de Marc-Antoine Nadeau, sera lui publié dans le magazine Le Maclean (aujourd'hui L'Actualité) en mars 1969.
Le groupe Chiendent se dissout en avril 1969 après seulement six mois d'activités, mais son rôle est déterminant dans cette période baptisée Le Printemps de la bande dessinée québécoise. Ainsi, pour Serge Brind'amour, « la renaissance [de la bande dessinée québécoise] s'amorce vers 1968 avec la création du Chiendent. » et pour Gilles Tibo, « la bd québécoise a eu son deuxième souffle avec le groupe du Chiendent en 1968. […] Malheureusement pour eux et pour nous, leur travail ne fut publié que partiellement. »

#### Liste des parutions
Liste établie par Sylvain Lemay dans l'ouvrage Du Chiendent dans le Printemps : une saison dans la bande dessinée québécoise. Plusieurs bandes dessinées d'André Montpetit sont reproduites dans ce livre.
| Titre                                    | Publication        | Date              | Nombre de pages     | Couleurs/n&b |
| ---------------------------------------- | ------------------ | ----------------- | ------------------- | ------------ |
| La Pollution de l'air                    | Perspectives       | 12 juillet 1969   | 2                   | Couleurs     |
| Le Québec sait faire : L'Industrie Cégep | Quartier latin     | 17 septembre 1969 | 2                   | n&b          |
| La Bombe                                 | Perspectives       | 18 octobre 1969   | 2                   | Couleurs     |
| L'État policier                          | Québec-Presse      | 2 novembre 1969   | 1                   | n&b          |
| La Perquisition                          | Québec-Presse      | 23 novembre 1969  | 1                   | n&b          |
| Ho! Ho! Ha! Ha! Hi! Hi!                  | Quartier latin     | 10 décembre 1969  | 1                   | n&b          |
| Un conte de Noël                         | Perspectives       | 20 décembre 1969  | 2                   | Couleurs     |
| Le Printemps                             | Perspectives       | 20 mars 1970      | 2                   | Couleurs     |
| L'Alcool et le Tabac                     | Perspectives       | 13 juin 1970      | 2                   | Couleurs     |
| L'Infecticide                            | ARS                | 15 mai 1971       | 12 (cahier central) | n&b          |
| Une balle perdue                         | Culture vivante    | septembre 1971    | 2                   | n&b          |
| Un jour en 4273                          | Perspectives       | 22 avril 1973     | 1                   | Couleurs     |
| Vrazu namok                              | Québec Underground | 1973              | 1                   | n&b          |

## Analyse de l'œuvre
Dans son texte de présentation de l'ouvrage collectif Griffes-ô-graphes, dans lequel s'inscrit Genericz en 1977, André Carpentier affirme que le style minimaliste de Montpetit a fait école dans l'affiche et la bande dessinée québécoise :
« Il existe une école qui a fait irrémédiablement souche au Québec: celle du dessin naïf. Et plus précisément celle d’André Montpetit. Ce dernier dira bien ce qu’il voudra dans le langage laconique qu’on lui connait, mais nous sommes sérieusement en droit de parler d’école, car autour du premier noyau sont venus se greffer les Madelaine Morin, les Vittorio puis, au niveau de l’influence, les Gité, Tibo, , etc. […] Décidément, André Montpetit a fait des petits ! »
Sylvain Lemay dans sa thèse de doctorat sur le « Printemps de la bande dessinée québécoise » et le groupe du Chiendent, en août 2010, constate qu'« André Montpetit jouit d’une excellente position. Non seulement sa valeur est-elle reconnue, mais la qualité de son travail permet de hisser la bande dessinée au statut d’art. »
En 2015, Saël Lacroix réalise le documentaire Sur les traces d'Arthur. Produit par Les films de Gary, ce long-métrage est sélectionné à la 18e édition des Rencontres internationales du documentaire de Montréal. Lors d'un entretien radiophonique, le réalisateur déclare: « On a affaire à un artiste qui a suffisamment livré pour être reconnu à juste titre et ce n'est qu'une question de temps avant que le voile se lève. Je suis convaincu que son œuvre est intemporelle, comme l'œuvre de tout artiste de cette richesse et de cette force. Ce qu'elle exprime est aussi pertinent aujourd'hui qu'il y a 40 ans. »

#### Articles et monographies
- Serge Allaire (sous la direction de Francine Couture), « André Montpetit, dit Arthur », Les Arts visuels au Québec dans les années 60, tome 2, Éditions VLB, 1997.
- Serge Brind’amour, « Zap! Pow! Stie! La nationalisation de la bande dessinée québécoise », Le Maclean, vol. 14, no  7, juillet 1974.
- Mira Falardeau, Histoire de la bande dessinée au Québec, VLB Éditeur, 2008
- Robert Guy, « Dessin, caricature et bande dessinée », L’Art au Québec depuis 1940, Éditions La Presse, 1973.
- Saël Lacroix, « André Montpetit, un oublié de la nuit », Papier nickelés, no  38, 3e trimestre 2013. [Repris aux éditions Mém9ire dans Sentinelle, no  3, 2015.]
- Sylvain Lemay, Du chiendent dans le printemps : Une saison dans la bande dessinée québécoise, Mém9ire, 2016.
- Michel Ouellet, « La bande dessinée québécoise est bien partie! », Mainmise, no  41, novembre 1974.
- Georges Raby, « L'Esthétique de la BD, ou les Confessions d'un mangeur de bulles », Vie des arts, no  68, automne 1972.
- Georges Raby, « Le Printemps de la BD québécoise », Cultures vivantes, no  22, septembre 1971.
- Jacques Samson, « Bande dessinée québécoise : sempiternels recommencements? », Lectures en bande dessinée, Mém9ire, 2015.
- Gleason Théberge, « La Bande dessinée (qui?!Quoi?) », La Barre du jour, automne 1972.
- Gilles Tibo, « La Bande dessinée au Québec », Québec underground 1962–1972, tome 2, (sous la direction de Yves Robillard), Médiart, 1973.
- Michel Viau, BDQ : Répertoire des publications de bandes dessinées au Québec : Des origines à aujourd'hui, Mille-Îles, 1999.
- Michel Viau, « Histoire de la bande dessinée au Québec : Le Groupe du Chiendent », MensuHell, no  81, août 2006.
- Michel Viau, BDQ : Histoire de la bande dessinée au Québec. Tome 1 : Des origines à 1979, Mém9ire, 2014.

### Thèse
- Sylvain Lemay, Le Printemps de la bande dessinée québécoise (1968-1975), thèse de doctorat présentée en Études littéraires, Université du Québec à Montréal, août 2010.

### Film
- Sur les traces d'Arthur, réalisateur Saël Lacroix, producteur Marc-André Faucher/Les Films de Gary, 2015, 75 minutes.